# Fagatogo
Fagatogo é uma aldeia situada na ilha Tutuila, porto de Pago Pago, Samoa Americana. Tem uma população de 3 000 habitantes (censo de 2009). Fagatogo está listada na Constituição como sede de governo oficial da Samoa Americana. A cocatedral de São José Trabalhador, da diocese católica romana de Samoa–Pago Pago, situa-se na aldeia.